# الدون
الدون (به انگلیسی: Elmdon) یک روستا و محله مدنی در بریتانیا است که در آتلزفورد واقع شده‌است. الدون ۶۱۰ نفر جمعیت دارد.